# Ram Murty
Maruti Ram Pedaprolu Murty, FRSC (Guntur, 16 de outubro de 1953) é um matemático indo-canadense.

## Publicações selecionadas
- Cojocaru, Alina Carmen; Murty, M. Ram (2006). An introduction to sieve methods and their applications. Col: London Mathematical Society Student Texts. 66. [S.l.]: Cambridge University Press. ISBN 0-521-84816-4. MR 2200366.

- Murty, M. Ram; Murty, V. Kumar (1991). «Mean values of derivatives of modular L-series». Annals of Mathematics. Annals of Mathematics (2). 133 (3): 447–475. JSTOR 2944316. MR 1109350. doi:10.2307/2944316.